# 1920年5月3日行動
1920年5月3日行动是法国海军和苏维埃俄罗斯之间在俄国内战期间进行的一次短暂的单舰行动。

## 背景
在俄国内战期间，法國海軍參與协约国武装干涉俄国内战，为在俄國內戰南線作战的白军提供援助。

## 衝突
根据法国方面的消息，法国单桅帆船Le Scarpe号在黑海进行例行巡逻时，进入了新罗西斯克附近的紅軍控制的领海。當時法國船长想驶向尼古拉耶夫，收集有关物资采购的信息。結果法国船隻在奥恰科夫附近遇到了紅軍的浮动炮台Krasnaya Zarya，在随后的战斗中法國船隻被紅軍攻擊并最終投降。不過这艘法國船隻很快被紅軍釋放。